# Karasînivka, Kozeleț
Karasînivka (în ucraineană Карасинівка) este un sat în comuna Brîhînți din raionul Kozeleț, regiunea Cernihiv, Ucraina.

## Demografie
Componența lingvistică a localității Karasînivka
     Ucraineană (98,95%)
     Rusă (1,05%)
Conform recensământului din 2001, majoritatea populației localității Karasînivka era vorbitoare de ucraineană (98,95%), existând în minoritate și vorbitori de rusă (1,05%).